# Kutchicetus

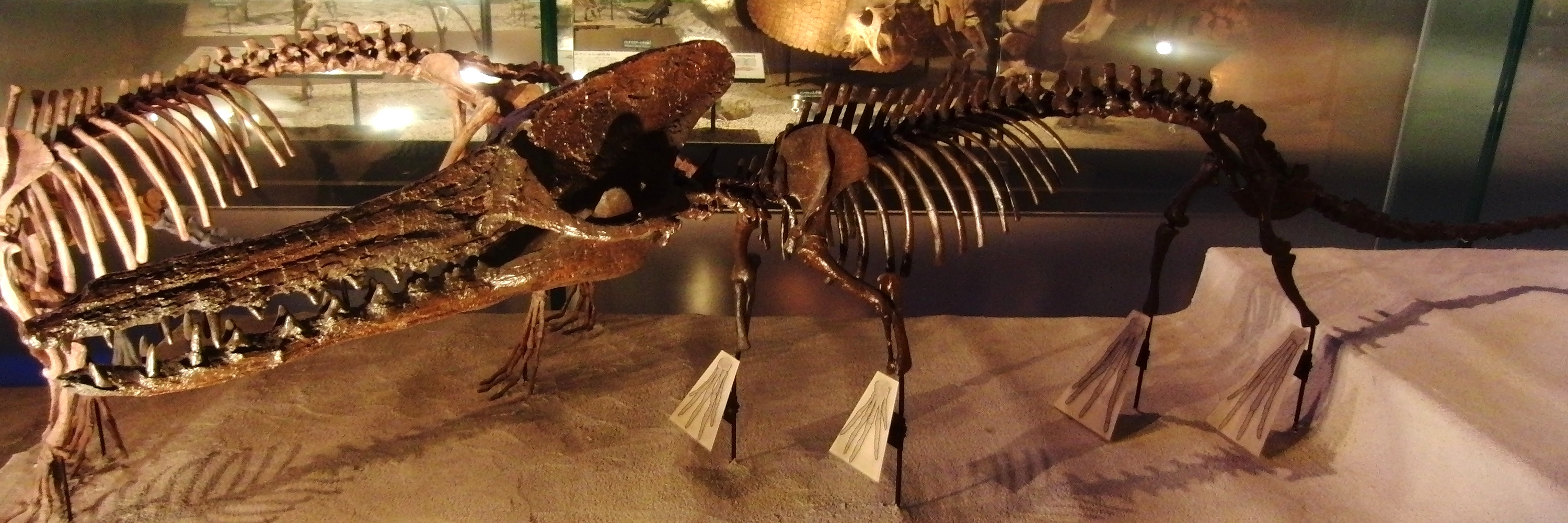
Kutchicetus minimus

Kutchicetus es género extinto de cetáceos arqueocetos que vivió hace unos 46 millones de años, durante el Eoceno. Se trata de un fósil transicional, que muestra como las ballenas evolucionaron de mamíferos terrestres al medio acuático. Era un animal pequeño, no más grande que una nutria, que aún tenía patas y podía moverse tanto en tierra como en el agua. Se caracterizaba por su hocico largo y delgado que probablemente utilizaba para capturar peces, de los que se alimentaba. Es el cetáceo más pequeño conocido de su época.